# Pieter de Josselin de Jong
Pieter de Josselin de Jong né le 2 août 1861 à Rhode-Saint-Oude et mort le 2 juin 1906 à La Haye est un peintre, aquarelliste, graveur et illustrateur néerlandais.

## Biographie

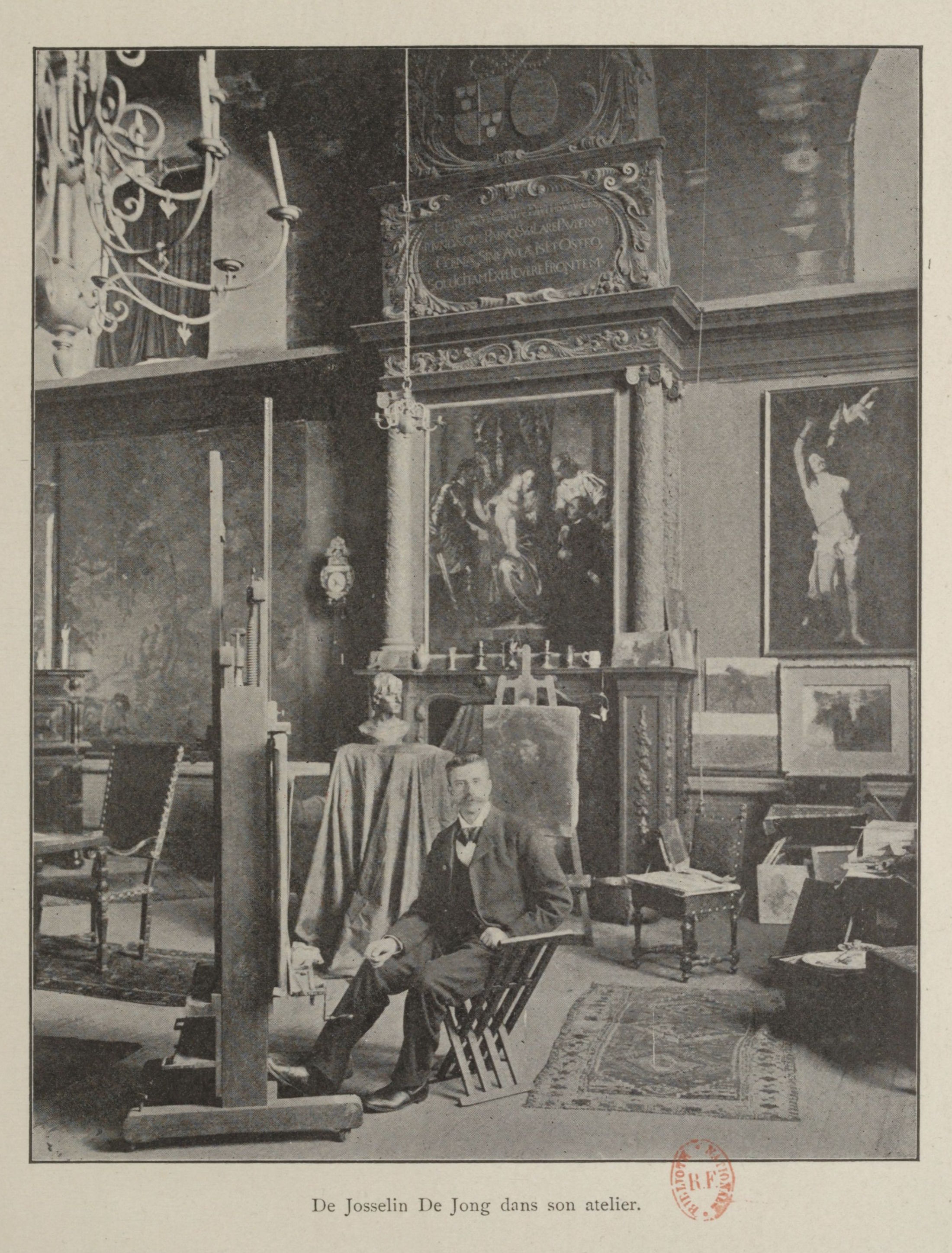
Pieter de Josselin de Jong dans son atelier, avant 1899, photographie anonyme.

Pieter de Josselin de Jong est fils de notaire. Il se forme à la peinture à l’académie d’art de Bois-le-Duc avant d’intégrer l’Académie royale des beaux-arts d'Anvers, où il est soutenu par une bourse royale. Il parfait sa formation à l’École des beaux-arts de Paris.
En 1897, il épouse Jeltje Kappeyne van de Coppello avec qui il a quatre enfants. Pieter de Josselin de Jong meurt d’une hémorragie gastrique à La Haye le 2 juin 1906.

### Portraitiste de la haute société
Bien que sa première formation le destine à devenir peintre d’histoire, c’est d’abord comme portraitiste qu’il établit sa réputation. Il immortalise de nombreux notables de La Haye, aristocrates, grands bourgeois. Il peint à plusieurs reprises les membres de la famille royale. On lui doit notamment un portrait d’apparat du roi Guillaume III, exécuté après la mort du souverain, mais d’après des croquis réalisés de son vivant, et, en pendant, celui de la reine Emma.

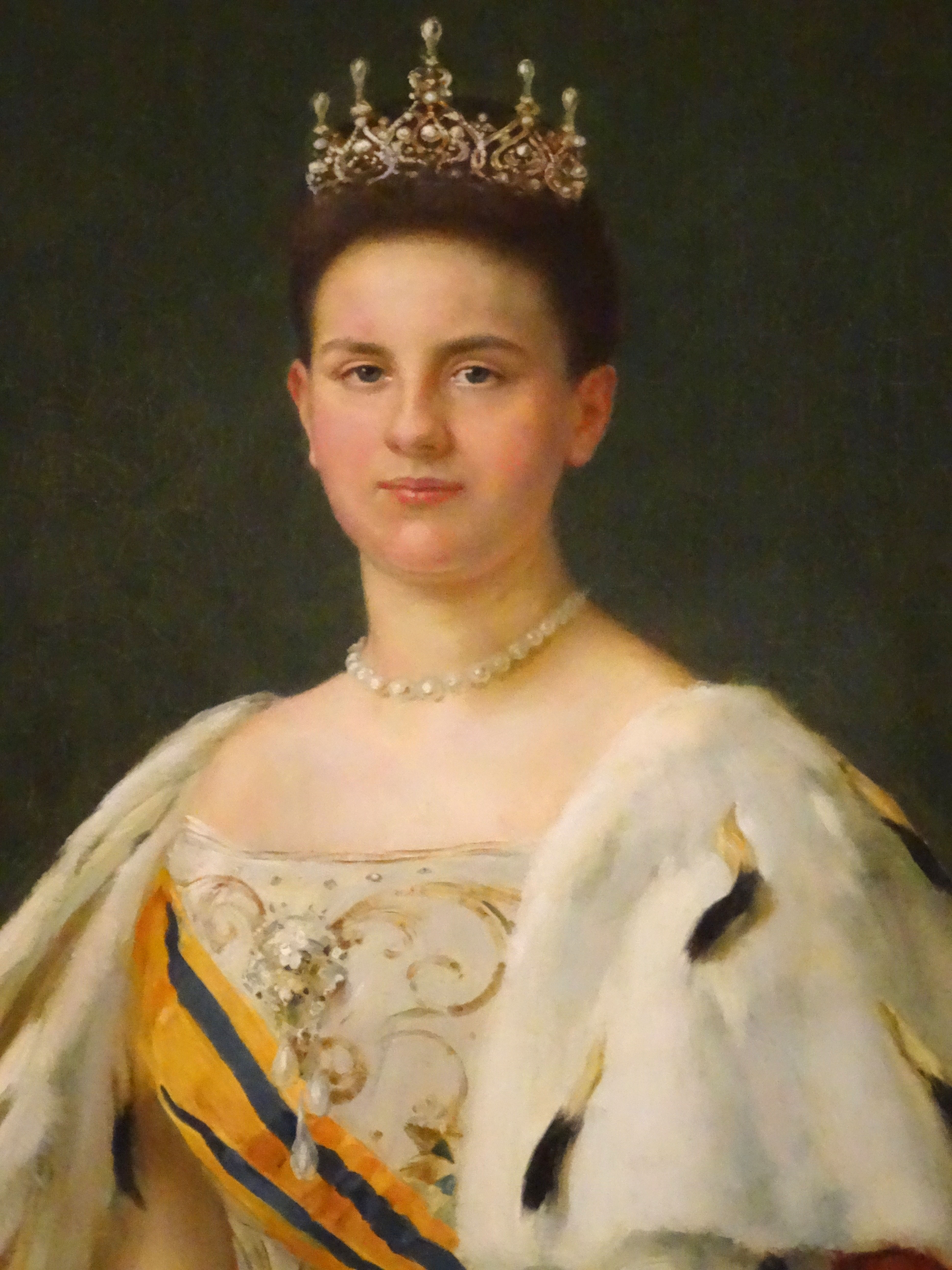
Portrait de la reine Wilhelmina (1898), huile sur toile, Assen, musée régional de Drenthe.
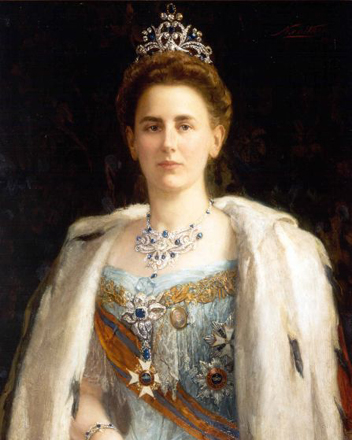
Portrait de la reine Wilhelmina (1898), huile sur toile, localisation inconnue.
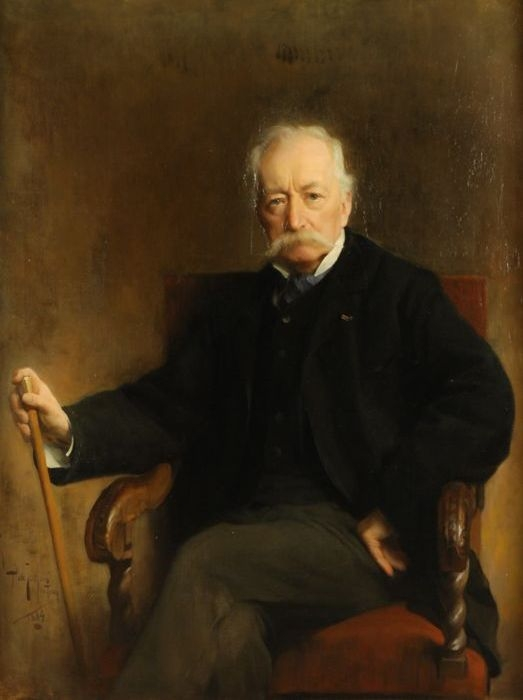
Portrait de Charles Rochussen, huile sur toile, musée de Rotterdam.
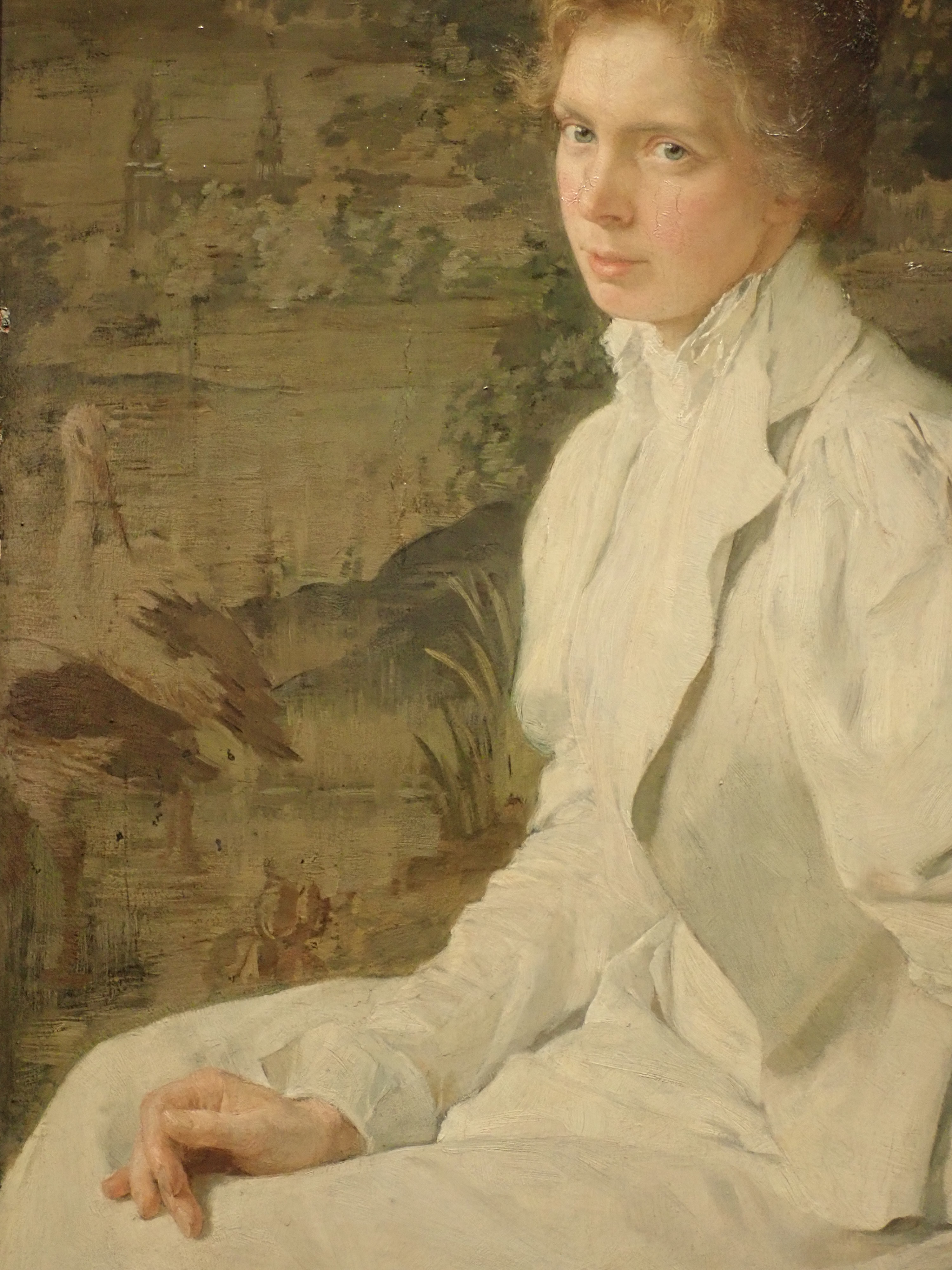
Portrait de Jeltje de Josselin de Jong-Kappeyne van de Coppello (1902), huile sur toile, localisation inconnue.
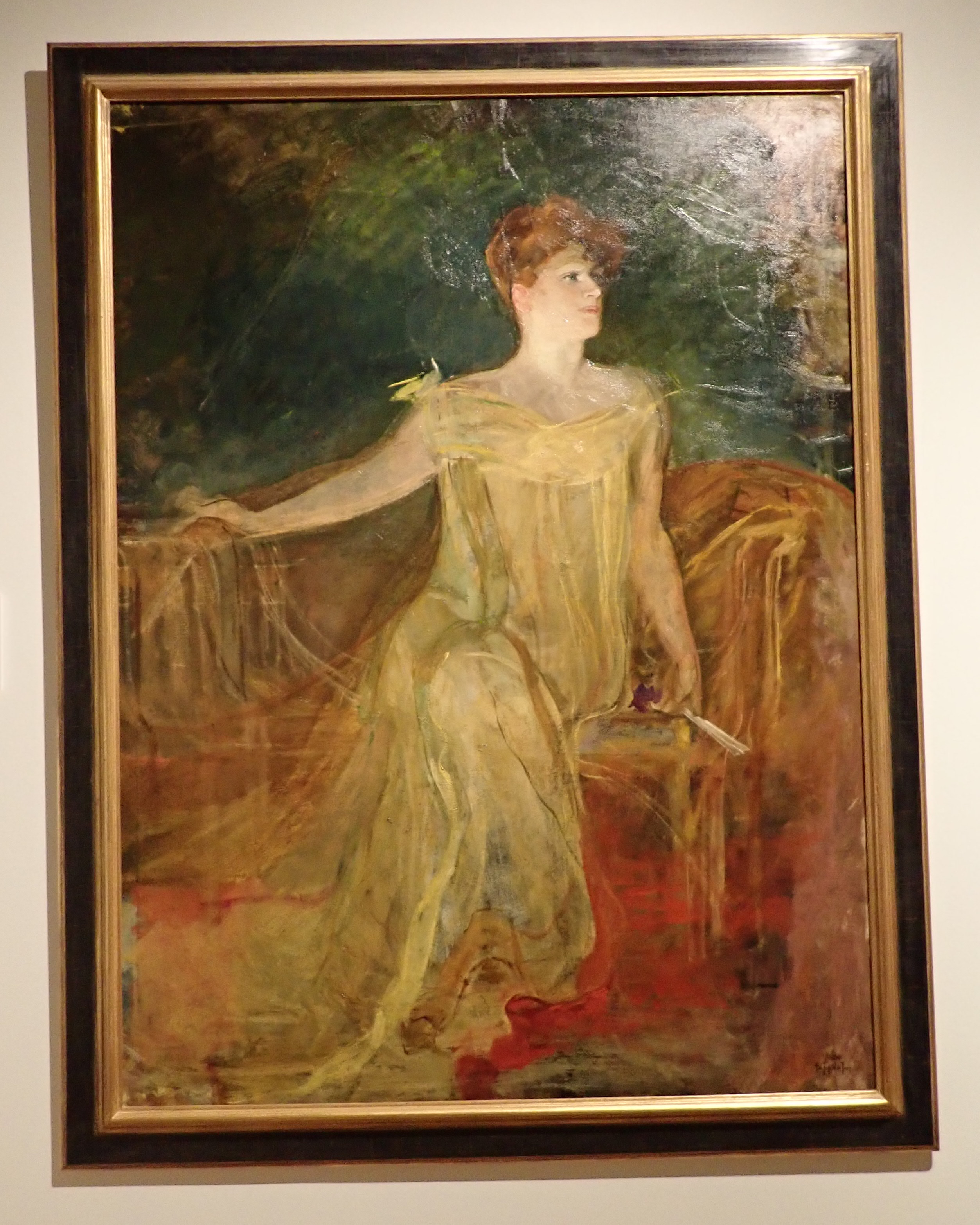
Portrait de Theo Mann-Bouwmester (1900), huile sur toile, La Haye, Panorama Mesdag.

### Peintre du monde paysan et ouvrier
Si c’est principalement grâce à ces portraits de commande que Pieter de Josselin de Jong gagne sa vie, il développe à partir de 1888 une passion pour un autre genre de peinture, les figures de paysans et d’ouvriers au travail dans l'esprit du mouvement naturaliste. Ce goût lui est venu à la suite d'un séjour en Angleterre, au cours duquel il visite les régions industrielles (notamment autour de Birmingham) et Londres, dont le dynamisme le fascine. À son retour aux Pays-Bas, il visite les fonderies et croque les ouvriers au travail, qu’il reprend ensuite à l’aquarelle, au pastel ou à l’huile. Son intérêt pour le corps au travail ne se limite pas au monde industriel : il s’attache également à représenter les paysans, auxquels il consacre de nombreux tableaux.

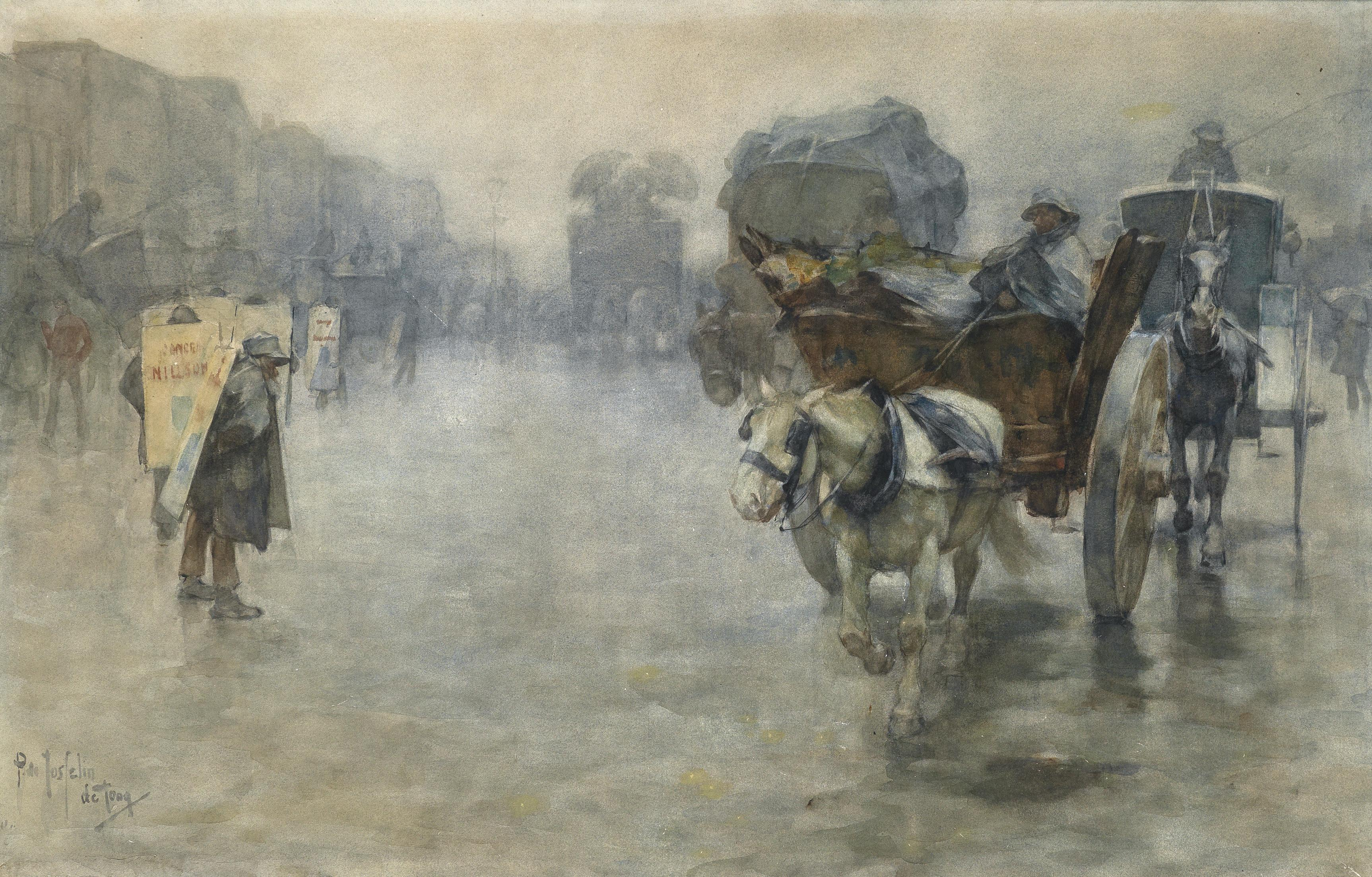
Londres (1888), localisation inconnue.
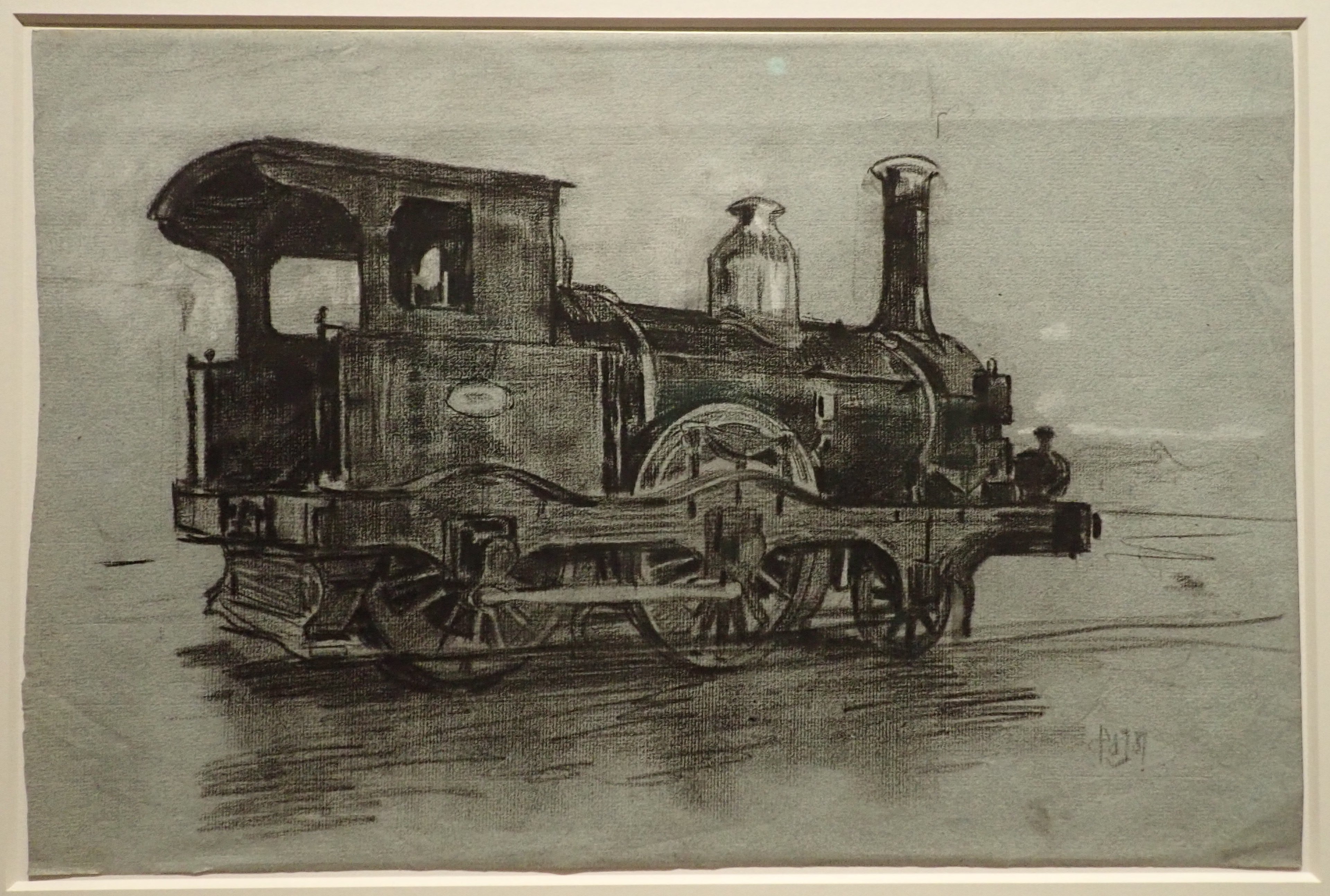
Locomotive (1888), Amsterdam, Rijksmuseum.
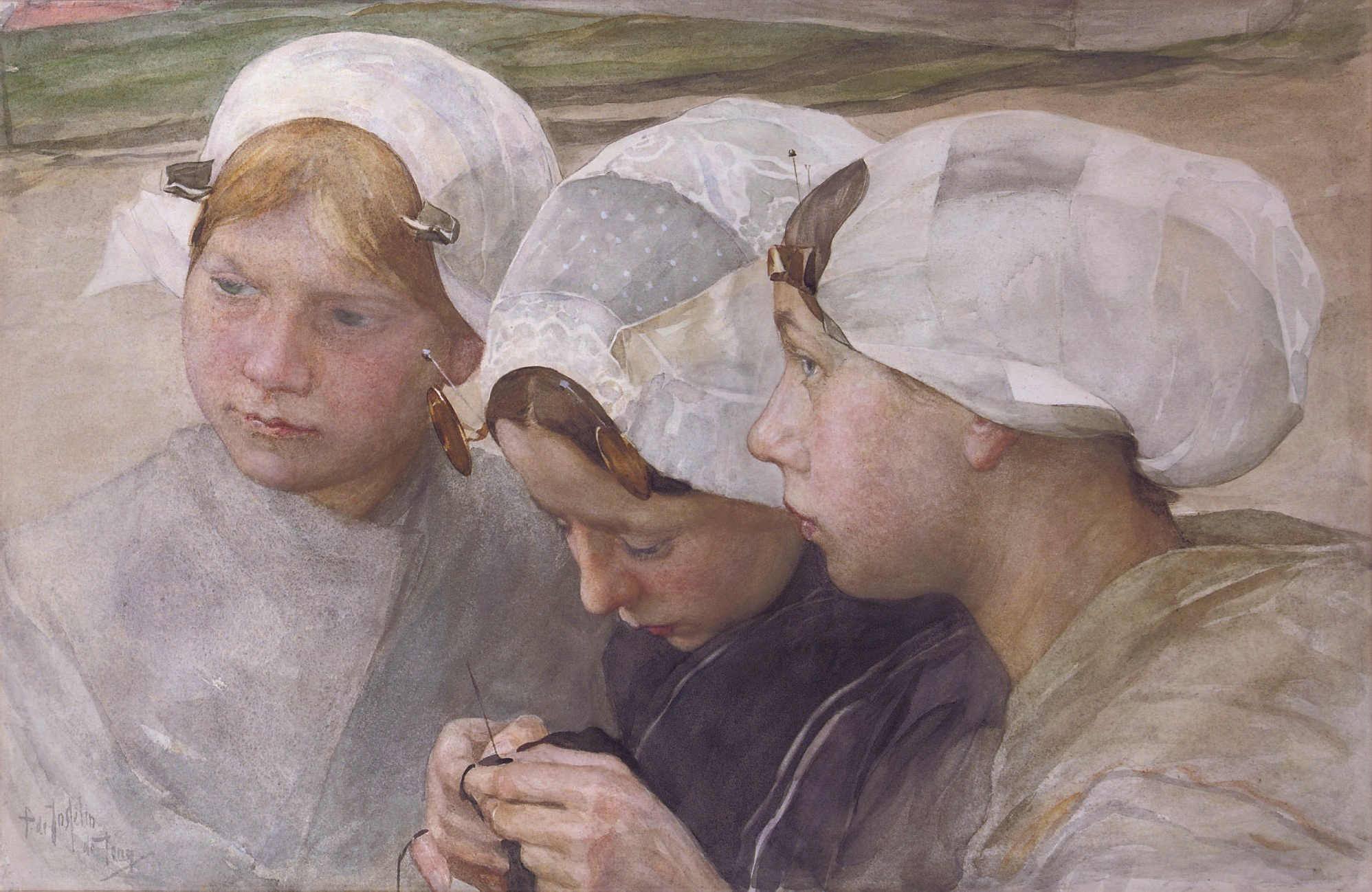
Trois filles de Schéveningue (vers 1894), aquarelle. On distingue des boeken sur leurs coiffes.
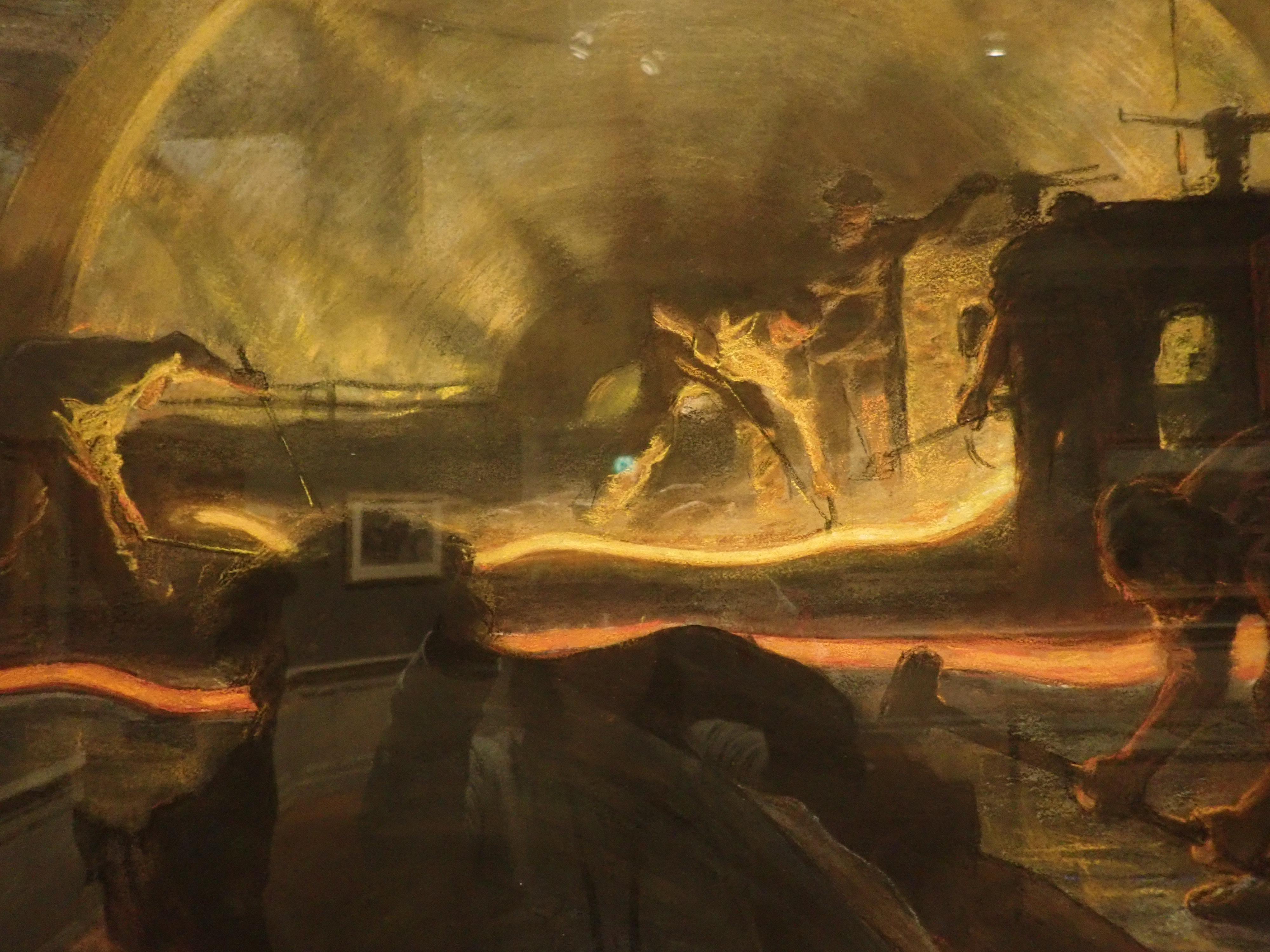
Lamineurs (1896), pastel, Helmond, Museum Helmond.
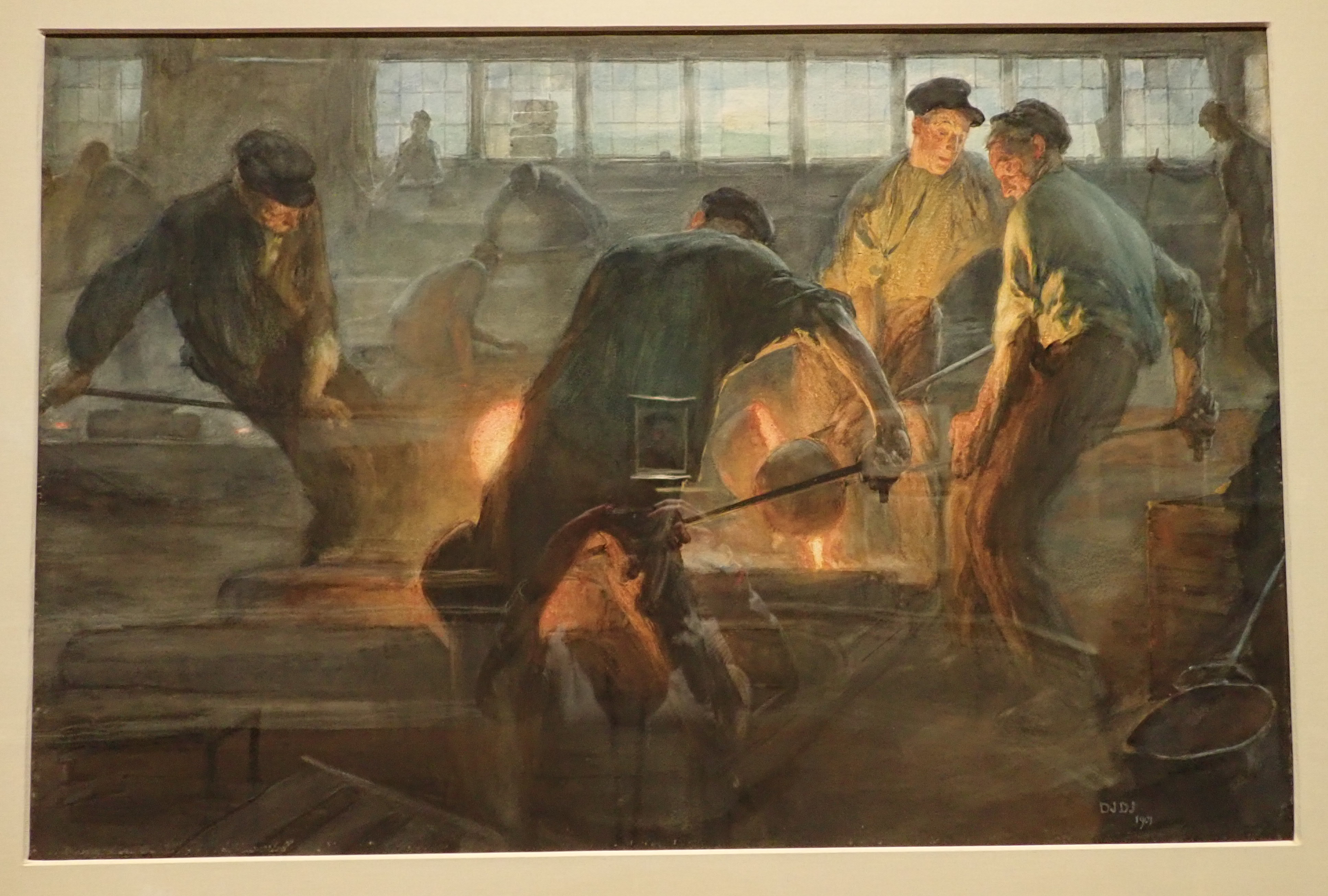
Fonderie (1901), aquarelle, localisation inconnue.
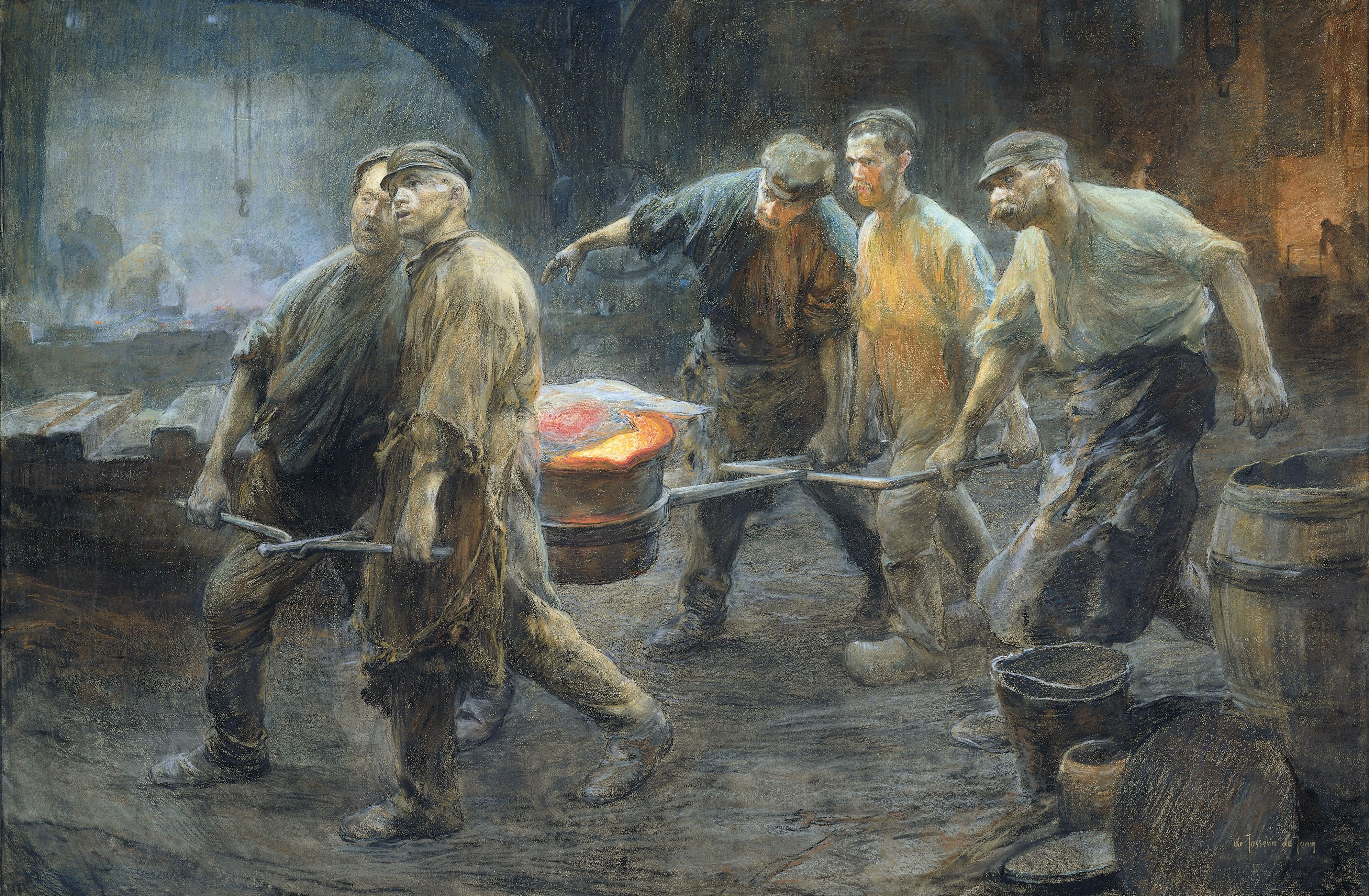
Intérieur d'une fonderie (1880-1906), aquarelle sur papier, Amsterdam, Rijksmuseum.

### Illustrateur
Le dessin d’illustration pour les livres et les magazines lui fournit une autre source de revenus. Pieter Josselin de Jong travaille dans ce cadre sur commande et fournit des dessins destinés à être interprétés par la gravure, ce qui ne l’empêche pas de diffuser ensuite ses études comme œuvres autonomes.
On retient notamment de sa carrière d’illustrateur les portraits des parlementaires néerlandais réalisés en 1887 à la demande du magazine Eigen Haard.

## Expositions
Pieter de Josselin de Jong a fait l'objet d'une exposition au Panorama Mesdag à La Haye : Pieter de Josselin de Jong. Een Vergeten Meester, du 12 novembre 2017 au 11 janvier 2018.  

## Collections publiques
- Amsterdam, Rijksmuseum[2].